# Нанни, Роберто
Роберто Антонио Нанни (исп. Roberto Antonio Nanni; род. 20 августа 1981[…], Асуль, Буэнос-Айрес) — аргентинский футболист, нападающий.

## Биография
Роберто Антонио Нанни родился 20 августа 1981 года в городе Асуль, который находится в провинции Буэнос-Айрес, там же он начинал играть в футбол, выступая за детскую команду «Алуми».
В 2001 году Нанни, в возрасте 19-ти лет, перешёл во взрослую команду «Велес Сарсфилд», в которой дебютировал 26 августа в матче против «Ньюэллс Олд Бойз», через год Нанни уже стал игроком основного состава клуба, дебютировал в Кубке Либертадорес, где в 6-ти матчах забил 3 мяча, а также принес победу в игре против «Ривер Плейта», которая прервала 13-летнюю серию поражений «Велеса» от этой команды. В 2003-м году Нанни забил 15 мячей в 18-ти матчах, став вторым бомбардиром «Клаусуры», чем привлёк внимание европейских клубов.
29 августа 2003 года Нанни перешёл из «Велес Сарсфилда» в киевское «Динамо» за почти 5 миллионов долларов (3 миллиона 900 тысяч евро), став самой крупной сделкой по покупке игрока клубом с Украины, подписав контракт по схеме 4+1, то есть на 4 года с возможностью продлить контракт на год по согласию сторон на тех же условиях. 31 августа Нанни был представлен журналистам, как игрок «Динамо» и получил футболку с номером 18 из рук руководителя селекционной службы и вице-президента клуба Йожефа Сабо. Нанни был заявлен за «Динамо» в Лиге чемпионов, но в чемпионате Украины срок заявки игроков закончился, руководители «Динамо» обратились ко всем членам Профессиональной футбольной Лиги Украины с просьбой дать возможность дозаявить Нанни на первенство Украины, так как «Динамо» было единственным клубом, представляющим страну в главном европейском клубном турнире, но руководители ПФЛУ ответили отказом, лишь разрешив аргентинцу выступать за дублирующий состав «Динамо», где футболист провёл 8 матчей, забив 9 мячей. После полугода в дубле, Нанни уже мог выступать за основной состав «Динамо», но на поле выходил чрезвычайно редко, сыграв в 4-х матчах и забив 3 мяча в Кубке Украины. Единственную игру в чемпионате Украины провёл 20 июля 2004 года в Ужгороде против «Закарпатья», Нанни вышел на замену на 70 минуте, а на 78 минуте забил победный гол.
В октябре 2004 года Нанни на правах аренды перешёл в клуб испанской «Сегунды» «Альмерию». В Испании Нанни стал главной ударной силой «Альмерии», забив в 12-ти матчах 5 мячей (все пять в первых трёх матчах), чем обратил на себя внимание нескольких клубов, в частности «Ньюкасла» и «Сиены», куда Нанни перешёл в январе 2005 года. В одном из первых матчах Нанни получил травму колена и долго лечился, в результате чего провёл лишь 8 матчей за клуб. Следующей командой Нанни оказался другой итальянский клуб серии А «Мессина», за который Нанни провел 9 матчей и забил один мяч в ворота «Лечче», принеся победу своей команде. Затем Нанни выступал за команду серии С «Кротоне», где провёл 8 матчей, забив 2 мяча.
18 августа 2008 года, после окончания контракта с «Динамо», Нанни вернулся в «Велес Сарсфилд» на правах свободного агента. Выиграл чемпионат Аргентины 2009 (Клаусуру). После этого вернулся в Парагвай, где выступает за «Серро Портеньо».
7 декабря 2018 года назначен спортивным менеджером «Серро Портеньо».

## Титулы и достижения
- Чемпион Аргентины: 2009 (Клаусура)
- Чемпион Украины: 2004
- Лучший бомбардир Кубка Либертадорес: 2011
- Лучший бомбардир чемпионата Парагвая: 2010 (Клаусура)